# TimeSplitters
TimeSplitters er originalt en trilogi af skydespil til Playstation 2, Xbox og Gamecube. Der er indtil videre lavet 3 spil i serien med et fjerde på vej.
Spillet er udviklet af Free Radical som udover TimeSplitters spillene, også har lavet Second Sight og Haze.
Der er følgende titler i TimeSplitters serien:
- TimeSplitters
- TimeSplitters 2
- TimeSplitters Future Perfect
- TimeSplitters 4

## Historien

### TimeSplitters
TimeSplitters 1 indeholdt ingen rigtig historie mode og rygtet siger også at TimeSplitters 4 heller ikke vil.[kilde mangler] I de to resterende er der dog historie.

### TimeSplitters 2
Historien foregår i år 2401 hvor en ond race der kalder sig selv TimeSplitters har stjålet tidskrystallerne og benytter dem til at rejse i tiden. De gør dette for at ødelægger menneskeracen så de kan overtage jorden. En elitesoldat ved navn Cortez bliver sendt af sted for at skaffe tidskrystallerne inden det går alt for galt for der dør tusinder af mennesker hver dag. Hans mission er at skaffe tidskrystallerne og bruge dem til at rejse tilbage i tiden for at ødelægge dem før TimeSplittersne får fat i dem. Han har Corporal Hart med sig og det lykkes dem at skaffe alle tidskrystallerne men Corporal Hart bliver skudt før de slipper væk.

### TimeSplitters Future Perfect
Det lykkes Cortez at bringe tidskrystallerne tilbage til basen hvor han bruger dem til at rejse tilbage i tiden og lede efter tidskrystallerne i fortiden for at ødelægge dem før TimeSplittersne får fat i dem. Han møder den gale videnskabmand Crow opsat på at blive udødelig og som viser sig at være skaber af TimeSplitters-racen og zombierne. Det lykkes Crow at blive udødelig og han begynder at lede efter tidskrystallerne. Da det lykkes ham at finde dem, kommer Cortez og springer dem i luften, hvorefter det viser sig at Crow ikke er helt så uddødelig som først antaget. Cortez besejrer ham og stopper TimeSplitter-racen før de blev skabt.

### TimeSplitters 4
Timesplitters 4 blev aldrig udgivet, da Free Radical gik konkurs før spillet kom langt. Der er kun blevet udgivet ART omkring TS4[kilde mangler]

### TimeSplitters: Rewind
TimeSplitters: Rewind er et "Fan-Made" multiplayer spil med op til 16 spillere som udkommer til PC i 2018/2019. Der forsinkelser med udgivelsen efter flere problemer, med retten til Timesplitters
| computerspil | Spire Denne computerspilsrelaterede artikel er en spire som bør udbygges. Du er velkommen til at hjælpe Wikipedia ved at udvide den. |